# Dragoș Tudorache
Dragoș Tudorache (Vaslui, 14 gennaio 1975) è un politico, magistrato e funzionario rumeno.

## Famiglia e formazione
Figlio del prete ortodosso Ioan Tudorache, frequentò il liceo Mihail Kogalniceanu di Vaslui e, successivamente, conseguì la laurea presso la facoltà di diritto dell'Università Alexandru Ioan Cuza di Iași.
Tra il 1997 e il 2002 fu procuratore presso il tribunale di Galați.

## Carriera nelle istituzioni sovranazionali (OSCE, ONU, UE)
Nei primi anni del nuovo millennio si occupò di diritti umani a livello internazionale. Dal 2000 al 2003 fu a capo della cellula di analisi del dipartimento per la protezione dei diritti dell'uomo all'OSCE presso la missione di Pristina in Kosovo e dal 2003 al 2005 rivestì il ruolo di capo del dipartimento giuridico internazionale dell'ONU sempre nella stessa regione.
Nel marzo del 2005 iniziò a ricoprire incarichi in seno alla Commissione europea. Tra il 2005 e il 2007 lavorò per il dipartimento anticorruzione della Commissione europea nella sede di Bucarest e nel 2007 si trasferì a Bruxelles nell'ambito del dipartimento di libertà, sicurezza e giustizia. Dal 2009 al 2013 fu capo di unità dell'Agenzia europea per la gestione operativa dei sistemi IT su larga scala nello spazio di libertà, sicurezza e giustizia con il compito di gestire il sistema informativo dei visti e il sistema informativo Schengen, arrivando a rivestire anche la funzione di direttore esecutivo ad interim dell'agenzia nel 2012.
Dal 2013 al 2015 lavorò nel quadro della Direzione generale degli affari interni della Commissione europea, con competenza in materia di migrazione.

## Carriera politica nazionale

### Membro del governo della Romania
Nel novembre 2015 in Romania si insediò un governo tecnico presieduto dall'ex Commissario europeo per l'agricoltura e lo sviluppo rurale Dacian Cioloș, che lo nominò capo della cancelleria della presidenza del consiglio. Tudorache riorganizzò la cancelleria, rafforzandone la funzione di coordinamento tra i ministeri nell'elaborazione di piani strategici istituzionali.
Considerato uomo di fiducia del primo ministro, dopo il rimpasto di governo del 5 luglio 2016, che portò al ritiro di quattro ministri, tra i quali quello delle comunicazioni Marius Raul Bostan, Tudorache rivestì il ruolo di ministro delle comunicazioni ad interim, mantenendo l'incarico fino alla nomina di Delia Popescu del 10 agosto 2016.
Nel settembre del 2016 fu chiamato a sostituire il dimissionario Ministro degli Interni Petre Tobă. In qualità di nuovo titolare degli interni si occupò dell'organizzazione delle elezioni legislative in Romania del dicembre 2016. Il governo Cioloș esaurì il suo mandato il 4 gennaio 2017.

### Iscrizione al PLUS
Nel 2019 entrò nella formazione politica di ispirazione europeista del Partito della Libertà, dell'Unità e della Solidarietà (PLUS), fondato e guidato da Dacian Cioloș, e si iscrisse alla lista di candidati come europarlamentare alle elezioni europee del 2019.